# Seizerhof
Der Seizerhof, auch Hof am Georgifriedhof genannt, war ein Edelhof, der sich in der Grazer Annenstrasse befand. Seine Geschichte ging zurück bis auf das 16. Jahrhundert. Der Edelhof wurde nach 1783 abgerissen.

## Geschichte
Das Grundstück, auf dem sich der Hof befand, war im 16. Jahrhundert im Besitz von Wolf Staiger. Auf dem Grund befanden sich ein paar verfallene Gebäude, welche wahrscheinlich von einem aufgelassenen Gut stammten. 1580 verkaufte Staiger den Grund an die steirischen Stände. Die Stände wollten auf dem Grundstück zuerst eine protestantische Schule, später einen protestantischen Friedhof und ein Krankenhaus für arme Protestanten errichten. Erzherzog Ferdinand verbot jedoch 1598 die Durchführung des Planes. 1616 wurden Teile des Grundes an Catharina Madlberger verkauft, der auch erlaubt wurde, die verfallenen Gebäude wieder zu errichten. Der größere Teil des Grundes wurde zur Anlage des Georgifriedhofes genutzt, auf dem sich das heutige Grazer Orpheum befindet. 1652 wurde das Gut der Madlberger mitsamt den wiedererrichteten Gebäuden an Tobias Schönwetter verkauft. Ihm folgten seine Witwe und seine Tochter als Besitzer nach. 1655 ging das Gut an Wolf Andree von Kaltenhausen, dessen Witwe Maria Susanna es 1680 ihrer Tochter Anna Beatrix von Gallenstein vererbte. Diese überließ es 1709 dem Stift St. Lambrecht. Der Vormund der Mauerburgischen Erben tauschte das Gut beim Stift gegen ein anderes ein und verkaufte es 1733 an den Bildhauer Johann Jacob Schoy. Seine Witwe brachte den Hof in ihre Ehe mit ihrem zweiten Gatten, Philipp Jakob Straub, mit. Dieser verkaufte ihn 1770 an das Kartäuserkloster Seiz. Nach der Auflösung des Klosters im Jahre 1782 ging das Gut an den Staat und wurde 1783 an Grazer Bürger verkauft. Die Gebäude des Gutes wurden nach 1783 abgerissen.

## Nachweise
- Robert Baravalle: Burgen und Schlösser der Steiermark. Leykam, Graz 1995, ISBN 3-7011-7323-0, S. 9 (Nachdruck von 1961).

Koordinaten: 47° 4′ 16,3″ N, 15° 25′ 44,7″ O